# 감각신경계
감각신경계(sensory nervous system)는 감각(sense) 정보를 처리하는 신경계의 일부이다. 감각 시스템(sensory system)은 감각 뉴런(감각 수용체 세포 포함), 신경 경로(neural pathway), 감각 지각(perception) 및 내부지각(interoception)에 관여하는 뇌 부분으로 구성된다. 일반적으로 인식되는 감각 시스템은 시각, 청각, 촉각, 미각, 후각, 균형감각 및 내장 감각(visceral sensation)에 대한 시스템이다. 감각 기관은 외부 물리적 세계의 데이터를 사람들이 정보를 해석하고 주변 세계에 대한 인식(perception)을 생성하는 마음의 영역으로 변환하는 변환기(transducer)이다.
수용장(receptive field)은 수용 기관과 수용 세포가 반응하는 신체나 환경의 영역이다. 예를 들어, 눈으로 볼 수 있는 세계의 일부는 눈의 수용장이다. 각 막대세포나 원뿔세포가 볼 수 있는 빛이 그것의 수용장이다. 시각 시스템, 청각 시스템 및 체성감각 시스템(somatosensory system)에 대한 수용 영역(receptive field)이 확인되었다.

## 같이 보기
- 등쪽기둥–안쪽섬유띠 경로
- 알파 운동 뉴런